# 남원항
남원항은 제주특별자치도 서귀포시 남원읍 남원리에 위치한 어항이다. 2005년 3월 21일 어촌정주어항으로 지정되었다. 관리청은 서귀포시, 시설관리자는 서귀포시장이다.

## 어항 연혁
'재산이포'는 남원리의 옛이름이고, '재산이개'는 남원1리 포구의 옛이름이다. 설촌 당시부터 이 포구를 중심으로 염전이 형성되고 여러 해산물을 생산하였으니 주민은 이에 기대어 재산을 축적해 나갔다고 하여 붙여진 이름이다. 2005년 3월 21일 기본계획이 수립되고, 2009년 6월 10일 정비계획이 수립, 고시되었다.

## 어항 구역
- 수역: 항 동측 돌출부 육지에서 S방향으로 285m(180°00')지점과 이 점에서 W방향으로 370m(270°00')지점, 그리고 이 점에서 N방향으로 215m (0°00')지점의 육지를 연결한 선을 따라 형성된 국공유지
- 어항구역면적 : 107,760m2, 항내수면적 : 12,500m2